# Jeux du Canada d'hiver de 1975
 (mai 2024).
Si vous disposez d'ouvrages ou d'articles de référence ou si vous connaissez des sites web de qualité traitant du thème abordé ici, merci de compléter l'article en donnant les références utiles à sa vérifiabilité et en les liant à la section « Notes et références ».
Les Jeux du Canada d'hiver de 1975 sont des compétitions de sports d'hiver qui ont opposé les provinces et les territoires du Canada en 1975.
Les Jeux du Canada sont présentés tous les deux ans, en alternance l'hiver et l'été. En 1975, les jeux ont eu lieu à Lethbridge en Alberta du 11 février 1975 au 23 février 1975.

## Tableau des médailles
| Province                  | Or | Argent | Bronze | Total |
| ------------------------- | -- | ------ | ------ | ----- |
| Alberta                   | 14 | 6      | 12     | 32    |
| Colombie-Britannique      | 15 | 21     | 13     | 49    |
| Manitoba                  | 6  | 14     | 4      | 24    |
| Île-du-Prince-Édouard     | 0  | 1      | 1      | 2     |
| Nouveau-Brunswick         | 3  | 0      | 5      | 8     |
| Nouvelle-Écosse           | 2  | 4      | 5      | 11    |
| Ontario                   | 21 | 28     | 19     | 68    |
| Québec                    | 30 | 18     | 24     | 72    |
| Terre-Neuve-et-Labrador   | 1  | 1      | 5      | 7     |
| Territoires du Nord-Ouest | 2  | 0      | 2      | 4     |
| Saskatchewan              | 2  | 5      | 16     | 23    |
| Yukon                     | 0  | 1      | 0      | 1     |